# Харковецька сільська рада (Пирятинський район)
Харківецька сільська рада — адміністративно-територіальна одиниця у Пирятинському районі Полтавської області з центром у c. Харківці.
Населення — 1378 осіб.

## Населені пункти
Сільраді були підпорядковані населені пункти:
- c. Харківці
- с. Високе
- с. Вишневе

## Географія
Територією сільради протіка річка Удай.

## Населення
Згідно з переписом УРСР 1989 року чисельність наявного населення села становила 1729 осіб, з яких 771 чоловік та 958 жінок.
За переписом населення України 2001 року в селі мешкала 1381 особа.

### Мова
Розподіл населення за рідною мовою за даними перепису 2001 року:
| Мова       | Відсоток |
| ---------- | -------- |
| українська | 96,81 %  |
| російська  | 2,69 %   |
| білоруська | 0,07 %   |
| вірменська | 0,07 %   |
| молдовська | 0,07 %   |
| інші       | 0,29 %   |